# Hermandad de sangre

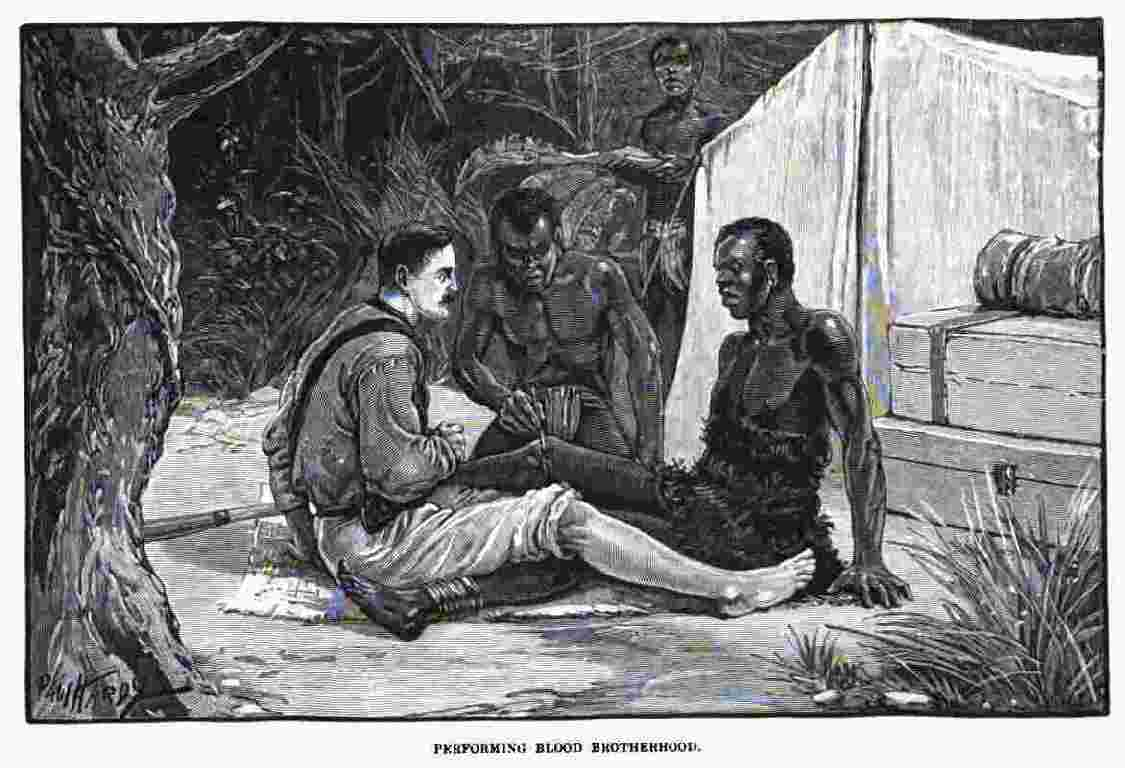
El doctor Thomas Heazle Parke realiza una hermandad de sangre con un africano.

La hermandad de sangre es un vínculo que relaciona a dos o más personas a través de un pacto de sangre. Este involucra actos como la mezcla de sangre por medio de heridas y, aunque menos utilizado, mezcla de sangre en bebidas. Suele reflejar un vínculo más fuerte que una hermandad biológica, debido a que se adquieren responsabilidades mutuas más estrictas; suele realizarse un vínculo de igualdad entre las partes involucradas. Se sabe que se practicaba entre escitas, hunos, chinos, cumanos, turcos, húngaros y parejas como también algunas comunidades escandinavas en el pasado.
Esta es una práctica mayoritariamente masculina. Pese a que se han encontrado pruebas de estos actos realizados en forma grupal y de ambos sexos en el este y oeste de África Central, la amplia mayoría de la documentación describe la hermandad de sangre entre individuos de sexo masculino.

## Hermanos de sangre notables

### En la historia

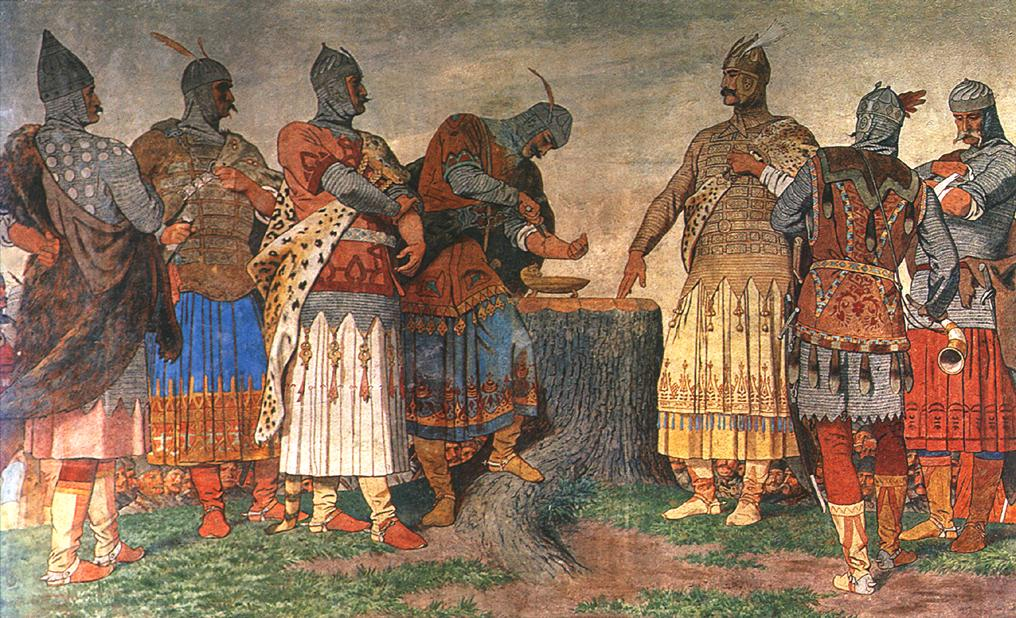
Pacto de sangre, obra de Bertalan Székely (1895-1897), alcaldía de Kecskemét.

- El rey David con Jonatán (hijo del rey Saúl)
- Genghis Khan y Jamukha fueron hermanos de sangre desde su infancia.
- Yesükhei (padre de Gengis Khan) y Toghril (Wang Khan)
- Pacto de sangre de Hungría, llevado a cabo por los siete líderes tribales en el siglo IX para reconocer su hermandad y al Gran Príncipe Álmos de Hungría como su supremo comandante.[4]
- Liu Bei, Guan Yu y Zhang Fei, en la novela histórica Romance de los tres reinos, de Luo Guanzhong, juran que su hermandad terminará el día que mueran. Los escritos de la época mencionan que eran «unidos como hermanos».
- Entre los escitas, una de las formas en que los varones establecían una hermandad de sangre era mezclando la sangre de ambos con vino en un cuerno y luego bebiendo de allí simultáneamente.[5][6]

### En la mitología

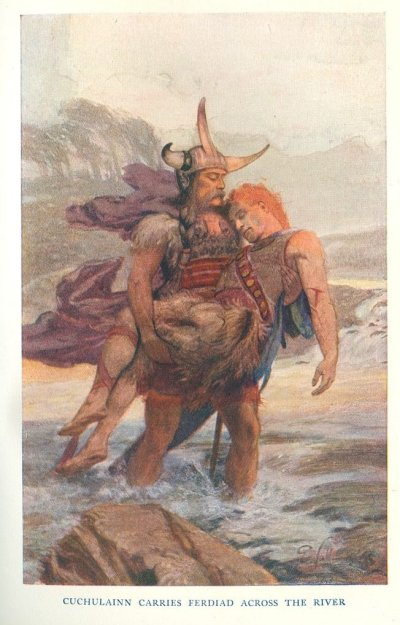
Cúchulainn carga a Ferdiad.

- Los dioses Odín y Loki, según describe la Edda poética.
- Los héroes guerreros Cúchulainn y Ferdiad, en el Ciclo del Ulster.

### En la ficción
- El jefe apache Winnetou y el aventurero alemán Old Shatterhand, en las novelas de Karl May.
- Los Perdedores, en la novela de Stephen King, It.
- Gunter y Sigfrido, en la ópera de Richard Wagner El anillo del Nibelungo.
- Miloš Obilić, Milan Toplica e Ivan Kosančić.
- Mickybo y Jojo, en la película Mickybo and me.
- Mickey and Eddie, en el musical Blood Brothers.
- Albus Dumbledore y Gellert Grindelwald, en la película «Animales fantásticos: Los crímenes de Grindelwald», perteneciente al universo de Harry Potter.
- Sabine Wren y Ketsu Onyo, en la serie Star Wars Rebels, perteneciente al canon de Star Wars (en este caso, personajes femeninos).